# 청송 최씨
청송 최씨(昌寧崔氏)는 경상북도 청송군을 본관으로 하는 한국의 성씨이다. 시조 최세걸(崔世傑)은 해주 최씨의 시조인 최온의 후손이며, 조선에서 통훈대부로 어희장군(禦侮將軍)에 추증되었다.

## 참고 자료
- “청송최씨(靑松崔氏)”. 뿌리를 찾아서.[깨진 링크(과거 내용 찾기)]